# أوتو فون هوفمان
أوتو فون هوفمان (بالألمانية: Otto von Hoffmann) هو محامي ألماني، ولد في 21 سبتمبر 1833 في فريتسن في ألمانيا، وتوفي في 21 سبتمبر 1905 في برلين في ألمانيا.